# Campeonato Mundial de Triatlón de 2005
El XVII Campeonato Mundial de Triatlón se celebró en la localidad de Gamagori (Japón) el 10 de septiembre de 2005 bajo la organización de la Unión Internacional de Triatlón (ITU) y la Federación Japonesa de Triatlón

## Resultados
| Evento    | Oro                       | Plata                     | Bronce                       |
| --------- | ------------------------- | ------------------------- | ---------------------------- |
| Masculino | Peter Robertson Australia | Reto Hug · Suiza          | Brad Kahlefeldt Australia    |
| Femenino  | Emma Snowsill Australia   | Annabel Luxford Australia | Laura Bennett Estados Unidos |

### Masculino
| Puesto            | Atleta                 | País          |       |       |       | Final   |
| ----------------- | ---------------------- | ------------- | ----- | ----- | ----- | ------- |
| Medalla de oro    | Peter Robertson        | Australia     | 19:30 | 58:27 | 31:35 | 1:49:31 |
| Medalla de plata  | Reto Hug               | Suiza         | 19:02 | 58:52 | 31:42 | 1:49:36 |
| Medalla de bronce | Brad Kahlefeldt        | Australia     | 19:05 | 58:47 | 31:51 | 1:49:44 |
| 4                 | Hamish Carter          | Nueva Zelanda | 18:53 | 59:00 | 31:56 | 1:49:49 |
| 5                 | Frédéric Belaubre      | Francia       | 19:01 | 58:54 | 32:00 | 1:49:55 |
| 6                 | Simon Whitfield        | Canadá        | 19:00 | 59:05 | 32:19 | 1:50:23 |
| 7                 | Cédric Fleureton       | Francia       | 19:04 | 58:51 | 32:37 | 1:50:32 |
| 8                 | Daniel Fontana         | Italia        | 19:15 | 58:44 | 32:42 | 1:50:40 |
| 9                 | Volodymyr Polikarpenko | Ucrania       | 18:54 | 59:09 | 32:39 | 1:50:43 |
| 10                | Samuel Pierreclaud     | Francia       | 19:09 | 58:52 | 32:43 | 1:50:44 |

### Femenino
| Puesto            | Atleta            | País           |       |         |       | Final   |
| ----------------- | ----------------- | -------------- | ----- | ------- | ----- | ------- |
| Medalla de oro    | Emma Snowsill     | Australia      | 19:34 | 1:03:30 | 34:57 | 1:58:03 |
| Medalla de plata  | Annabel Luxford   | Australia      | 19:34 | 1:03:27 | 36:40 | 1:59:42 |
| Medalla de bronce | Laura Bennett     | Estados Unidos | 19:36 | 1:03:24 | 36:54 | 1:59:55 |
| 4                 | Vanessa Fernandes | Portugal       | 20:20 | 1:04:49 | 35:08 | 2:00:20 |
| 5                 | Nadia Cortassa    | Italia         | 21:08 | 1:04:08 | 35:20 | 2:00:37 |
| 6                 | Felicity Abram    | Australia      | 21:32 | 1:03:38 | 35:54 | 2:01:03 |
| 7                 | Andrea Whitcombe  | Reino Unido    | 21:28 | 1:03:54 | 36:00 | 2:01:08 |
| 8                 | Liz Blatchford    | Reino Unido    | 20:18 | 1:04:56 | 36:00 | 2:01:15 |
| 9                 | Samantha McGlone  | Canadá         | 21:23 | 1:03:49 | 36:05 | 2:01:18 |
| 10                | Michelle Dillon   | Reino Unido    | 21:25 | 1:03:51 | 36:11 | 2:01:28 |

## Medallero
| Núm. | País           | Oro | Plata | Bronce | Total |
| ---- | -------------- | --- | ----- | ------ | ----- |
| 1    | Australia      | 2   | 1     | 1      | 4     |
| 2    | Suiza          | 0   | 1     | 0      | 1     |
| 3    | Estados Unidos | 0   | 0     | 1      | 1     |
|      | TOTAL          | 2   | 2     | 2      | 6     |